# Lista de regiões geográficas intermediárias e imediatas do Rio Grande do Norte

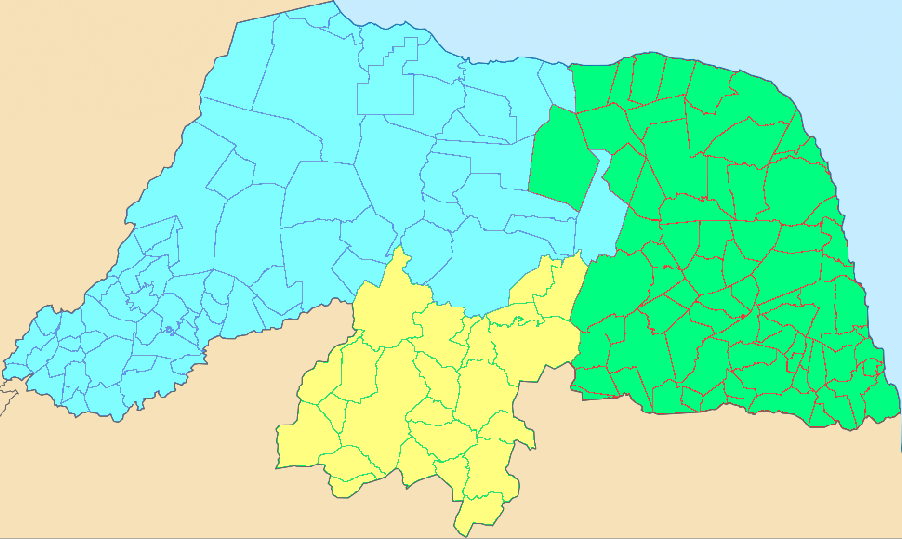
Divisão do Rio Grande do Norte em regiões geográficas intermediárias. Em azul, Mossoró; em verde, Natal; em amarelo, Caicó.

Esta é a lista de regiões geográficas intermediárias e imediatas do Rio Grande do Norte, estado brasileiro da Região Nordeste do país. O Rio Grande do Norte é dividido em 167 municípios, que estão distribuídos em onze regiões geográficas imediatas, que por sua vez estão agrupadas em três regiões geográficas intermediárias, segundo a divisão do Instituto Brasileiro de Geografia e Estatística (IBGE) vigente desde 2017. A primeira seção aborda as regiões geográficas intermediárias e suas respectivas regiões imediatas integrantes, enquanto que a segunda trata das regiões geográficas imediatas e seus respectivos municípios, divididas por regiões intermediárias e ordenadas pela codificação do IBGE.
As regiões geográficas intermediárias foram apresentadas em 2017, com a atualização da divisão regional do Brasil, e correspondem a uma revisão das antigas mesorregiões, que estavam em vigor desde a divisão de 1989. As regiões geográficas imediatas, por sua vez, substituíram as microrregiões. Na divisão vigente até 2017, os municípios do estado estavam distribuídos em 19 microrregiões e quatro mesorregiões, segundo o IBGE.

## Regiões geográficas intermediárias
| Região geográfica intermediária | Código | Número de municípios | Localização                          | Regiões geográficas imediatas | Código | Número de municípios |
| ------------------------------- | ------ | -------------------- | ------------------------------------ | ----------------------------- | ------ | -------------------- |
| Natal                           | 2401   | 75                   |                                      | Natal                         | 240001 | 24                   |
| Natal                           | 2401   | 75                   | Santo Antônio-Passa e Fica-Nova Cruz | 240002                        | 13     |                      |
| Natal                           | 2401   | 75                   | Canguaretama                         | 240003                        | 9      |                      |
| Natal                           | 2401   | 75                   | Santa Cruz                           | 240004                        | 9      |                      |
| Natal                           | 2401   | 75                   | João Câmara                          | 240005                        | 10     |                      |
| Natal                           | 2401   | 75                   | São Paulo do Potengi                 | 240006                        | 10     |                      |
| Caicó                           | 2402   | 24                   |                                      | Caicó                         | 240007 | 15                   |
| Caicó                           | 2402   | 24                   | Currais Novos                        | 240008                        | 9      |                      |
| Mossoró                         | 2403   | 68                   |                                      | Mossoró                       | 240009 | 17                   |
| Mossoró                         | 2403   | 68                   | Pau dos Ferros                       | 240010                        | 34     |                      |
| Mossoró                         | 2403   | 68                   | Açu                                  | 240011                        | 17     |                      |

## Regiões geográficas imediatas por regiões intermediárias

Divisão do Rio Grande do Norte em regiões geográficas imediatas. Legenda:
Região Geográfica Intermediária de Natal
Natal
Santo Antônio-Passa e Fica-Nova Cruz
Canguaretama
Santa Cruz
João Câmara
São Paulo do Potengi
Região Geográfica Intermediária de Caicó
Caicó
Currais Novos
Região Geográfica Intermediária de Mossoró
Mossoró
Pau dos Ferros
Açu

### Natal
| Região geográfica imediata           | Código | Localização              | Municípios       |
| ------------------------------------ | ------ | ------------------------ | ---------------- |
| Natal                                | 240001 |                          | Bento Fernandes  |
| Natal                                | 240001 | Bom Jesus                |                  |
| Natal                                | 240001 | Brejinho                 |                  |
| Natal                                | 240001 | Ceará-Mirim              |                  |
| Natal                                | 240001 | Extremoz                 |                  |
| Natal                                | 240001 | Ielmo Marinho            |                  |
| Natal                                | 240001 | Jundiá                   |                  |
| Natal                                | 240001 | Lagoa Salgada            |                  |
| Natal                                | 240001 | Macaíba                  |                  |
| Natal                                | 240001 | Maxaranguape             |                  |
| Natal                                | 240001 | Monte Alegre             |                  |
| Natal                                | 240001 | Natal                    |                  |
| Natal                                | 240001 | Nísia Floresta           |                  |
| Natal                                | 240001 | Parnamirim               |                  |
| Natal                                | 240001 | Poço Branco              |                  |
| Natal                                | 240001 | Pureza                   |                  |
| Natal                                | 240001 | Rio do Fogo              |                  |
| Natal                                | 240001 | São Gonçalo do Amarante  |                  |
| Natal                                | 240001 | São José de Mipibu       |                  |
| Natal                                | 240001 | São Miguel do Gostoso    |                  |
| Natal                                | 240001 | Senador Georgino Avelino |                  |
| Natal                                | 240001 | Taipu                    |                  |
| Natal                                | 240001 | Touros                   |                  |
| Natal                                | 240001 | Vera Cruz                |                  |
| Santo Antônio-Passa e Fica-Nova Cruz | 240002 |                          | Boa Saúde        |
| Santo Antônio-Passa e Fica-Nova Cruz | 240002 | Lagoa d'Anta             |                  |
| Santo Antônio-Passa e Fica-Nova Cruz | 240002 | Lagoa de Pedras          |                  |
| Santo Antônio-Passa e Fica-Nova Cruz | 240002 | Monte das Gameleiras     |                  |
| Santo Antônio-Passa e Fica-Nova Cruz | 240002 | Nova Cruz                |                  |
| Santo Antônio-Passa e Fica-Nova Cruz | 240002 | Passa e Fica             |                  |
| Santo Antônio-Passa e Fica-Nova Cruz | 240002 | Passagem                 |                  |
| Santo Antônio-Passa e Fica-Nova Cruz | 240002 | Santo Antônio            |                  |
| Santo Antônio-Passa e Fica-Nova Cruz | 240002 | São José do Campestre    |                  |
| Santo Antônio-Passa e Fica-Nova Cruz | 240002 | Serra Caiada             |                  |
| Santo Antônio-Passa e Fica-Nova Cruz | 240002 | Serra de São Bento       |                  |
| Santo Antônio-Passa e Fica-Nova Cruz | 240002 | Serrinha                 |                  |
| Santo Antônio-Passa e Fica-Nova Cruz | 240002 | Várzea                   |                  |
| Canguaretama                         | 240003 |                          | Arêz             |
| Canguaretama                         | 240003 | Baía Formosa             |                  |
| Canguaretama                         | 240003 | Canguaretama             |                  |
| Canguaretama                         | 240003 | Espírito Santo           |                  |
| Canguaretama                         | 240003 | Goianinha                |                  |
| Canguaretama                         | 240003 | Montanhas                |                  |
| Canguaretama                         | 240003 | Pedro Velho              |                  |
| Canguaretama                         | 240003 | Tibau do Sul             |                  |
| Canguaretama                         | 240003 | Vila Flor                |                  |
| Santa Cruz                           | 240004 |                          | Campo Redondo    |
| Santa Cruz                           | 240004 | Coronel Ezequiel         |                  |
| Santa Cruz                           | 240004 | Jaçanã                   |                  |
| Santa Cruz                           | 240004 | Japi                     |                  |
| Santa Cruz                           | 240004 | Lajes Pintadas           |                  |
| Santa Cruz                           | 240004 | Santa Cruz               |                  |
| Santa Cruz                           | 240004 | São Bento do Trairi      |                  |
| Santa Cruz                           | 240004 | Sítio Novo               |                  |
| Santa Cruz                           | 240004 | Tangará                  |                  |
| João Câmara                          | 240005 |                          | Caiçara do Norte |
| João Câmara                          | 240005 | Galinhos                 |                  |
| João Câmara                          | 240005 | Jandaíra                 |                  |
| João Câmara                          | 240005 | Jardim de Angicos        |                  |
| João Câmara                          | 240005 | João Câmara              |                  |
| João Câmara                          | 240005 | Parazinho                |                  |
| João Câmara                          | 240005 | Pedra Grande             |                  |
| João Câmara                          | 240005 | Pedra Preta              |                  |
| João Câmara                          | 240005 | Pedro Avelino            |                  |
| João Câmara                          | 240005 | São Bento do Norte       |                  |
| São Paulo do Potengi                 | 240006 |                          | Barcelona        |
| São Paulo do Potengi                 | 240006 | Caiçara do Rio do Vento  |                  |
| São Paulo do Potengi                 | 240006 | Lagoa de Velhos          |                  |
| São Paulo do Potengi                 | 240006 | Riachuelo                |                  |
| São Paulo do Potengi                 | 240006 | Ruy Barbosa              |                  |
| São Paulo do Potengi                 | 240006 | Santa Maria              |                  |
| São Paulo do Potengi                 | 240006 | São Paulo do Potengi     |                  |
| São Paulo do Potengi                 | 240006 | São Pedro                |                  |
| São Paulo do Potengi                 | 240006 | São Tomé                 |                  |
| São Paulo do Potengi                 | 240006 | Senador Elói de Souza    |                  |

### Caicó
| Região geográfica imediata | Código | Localização             | Municípios |
| -------------------------- | ------ | ----------------------- | ---------- |
| Caicó                      | 240007 |                         | Caicó      |
| Caicó                      | 240007 | Cruzeta                 |            |
| Caicó                      | 240007 | Equador                 |            |
| Caicó                      | 240007 | Ipueira                 |            |
| Caicó                      | 240007 | Jardim de Piranhas      |            |
| Caicó                      | 240007 | Jardim do Seridó        |            |
| Caicó                      | 240007 | Jucurutu                |            |
| Caicó                      | 240007 | Ouro Branco             |            |
| Caicó                      | 240007 | Parelhas                |            |
| Caicó                      | 240007 | Santana do Seridó       |            |
| Caicó                      | 240007 | São Fernando            |            |
| Caicó                      | 240007 | São João do Sabugi      |            |
| Caicó                      | 240007 | São José do Seridó      |            |
| Caicó                      | 240007 | Serra Negra do Norte    |            |
| Caicó                      | 240007 | Timbaúba dos Batistas   |            |
| Currais Novos              | 240008 |                         | Acari      |
| Currais Novos              | 240008 | Bodó                    |            |
| Currais Novos              | 240008 | Carnaúba dos Dantas     |            |
| Currais Novos              | 240008 | Cerro Corá              |            |
| Currais Novos              | 240008 | Currais Novos           |            |
| Currais Novos              | 240008 | Florânia                |            |
| Currais Novos              | 240008 | Lagoa Nova              |            |
| Currais Novos              | 240008 | São Vicente             |            |
| Currais Novos              | 240008 | Tenente Laurentino Cruz |            |

### Mossoró
| Região geográfica imediata | Código | Localização                | Municípios |
| -------------------------- | ------ | -------------------------- | ---------- |
| Mossoró                    | 240009 |                            | Apodi      |
| Mossoró                    | 240009 | Areia Branca               |            |
| Mossoró                    | 240009 | Baraúna                    |            |
| Mossoró                    | 240009 | Campo Grande               |            |
| Mossoró                    | 240009 | Caraúbas                   |            |
| Mossoró                    | 240009 | Felipe Guerra              |            |
| Mossoró                    | 240009 | Governador Dix-Sept Rosado |            |
| Mossoró                    | 240009 | Grossos                    |            |
| Mossoró                    | 240009 | Itaú                       |            |
| Mossoró                    | 240009 | Janduís                    |            |
| Mossoró                    | 240009 | Messias Targino            |            |
| Mossoró                    | 240009 | Mossoró                    |            |
| Mossoró                    | 240009 | Rodolfo Fernandes          |            |
| Mossoró                    | 240009 | Serra do Mel               |            |
| Mossoró                    | 240009 | Severiano Melo             |            |
| Mossoró                    | 240009 | Tibau                      |            |
| Mossoró                    | 240009 | Upanema                    |            |
| Pau dos Ferros             | 240010 |                            | Água Nova  |
| Pau dos Ferros             | 240010 | Alexandria                 |            |
| Pau dos Ferros             | 240010 | Almino Afonso              |            |
| Pau dos Ferros             | 240010 | Antônio Martins            |            |
| Pau dos Ferros             | 240010 | Coronel João Pessoa        |            |
| Pau dos Ferros             | 240010 | Doutor Severiano           |            |
| Pau dos Ferros             | 240010 | Encanto                    |            |
| Pau dos Ferros             | 240010 | Francisco Dantas           |            |
| Pau dos Ferros             | 240010 | Frutuoso Gomes             |            |
| Pau dos Ferros             | 240010 | João Dias                  |            |
| Pau dos Ferros             | 240010 | José da Penha              |            |
| Pau dos Ferros             | 240010 | Lucrécia                   |            |
| Pau dos Ferros             | 240010 | Luís Gomes                 |            |
| Pau dos Ferros             | 240010 | Major Sales                |            |
| Pau dos Ferros             | 240010 | Marcelino Vieira           |            |
| Pau dos Ferros             | 240010 | Martins                    |            |
| Pau dos Ferros             | 240010 | Olho-d'Água do Borges      |            |
| Pau dos Ferros             | 240010 | Paraná                     |            |
| Pau dos Ferros             | 240010 | Patu                       |            |
| Pau dos Ferros             | 240010 | Pau dos Ferros             |            |
| Pau dos Ferros             | 240010 | Pilões                     |            |
| Pau dos Ferros             | 240010 | Portalegre                 |            |
| Pau dos Ferros             | 240010 | Rafael Fernandes           |            |
| Pau dos Ferros             | 240010 | Rafael Godeiro             |            |
| Pau dos Ferros             | 240010 | Riacho da Cruz             |            |
| Pau dos Ferros             | 240010 | Riacho de Santana          |            |
| Pau dos Ferros             | 240010 | São Francisco do Oeste     |            |
| Pau dos Ferros             | 240010 | São Miguel                 |            |
| Pau dos Ferros             | 240010 | Serrinha dos Pintos        |            |
| Pau dos Ferros             | 240010 | Taboleiro Grande           |            |
| Pau dos Ferros             | 240010 | Tenente Ananias            |            |
| Pau dos Ferros             | 240010 | Umarizal                   |            |
| Pau dos Ferros             | 240010 | Venha-Ver                  |            |
| Pau dos Ferros             | 240010 | Viçosa                     |            |
| Açu                        | 240011 |                            | Assú       |
| Açu                        | 240011 | Afonso Bezerra             |            |
| Açu                        | 240011 | Alto do Rodrigues          |            |
| Açu                        | 240011 | Angicos                    |            |
| Açu                        | 240011 | Carnaubais                 |            |
| Açu                        | 240011 | Fernando Pedroza           |            |
| Açu                        | 240011 | Guamaré                    |            |
| Açu                        | 240011 | Ipanguaçu                  |            |
| Açu                        | 240011 | Itajá                      |            |
| Açu                        | 240011 | Lajes                      |            |
| Açu                        | 240011 | Macau                      |            |
| Açu                        | 240011 | Paraú                      |            |
| Açu                        | 240011 | Pendências                 |            |
| Açu                        | 240011 | Porto do Mangue            |            |
| Açu                        | 240011 | Santana do Matos           |            |
| Açu                        | 240011 | São Rafael                 |            |
| Açu                        | 240011 | Triunfo Potiguar           |            |